# 6941 Dalgarno
6941 Dalgarno este un asteroid din centura principală de asteroizi.

## Descriere
6941 Dalgarno este un asteroid din centura principală de asteroizi. A fost descoperit pe 16 decembrie 1976 la Harvard College Observatory. Asteroidul prezintă o orbită caracterizată de o semiaxă mare de 2,78 ua, o excentricitate de 0,19 și o înclinație de 15,4° în raport cu ecliptica.